# Бозень
Бозень, Бозені (рум. Bozeni) — село у повіті Муреш в Румунії. Входить до складу комуни Корунка.
Село розташоване на відстані 258 км на північний захід від Бухареста, 8 км на схід від Тиргу-Муреша, 86 км на схід від Клуж-Напоки, 121 км на північний захід від Брашова.

## Населення
За даними перепису населення 2002 року у селі проживали 119 осіб, з них 115 осіб (96,6%) угорців. Рідною мовою 115 осіб (96,6%) назвали угорську.